# Peresecen

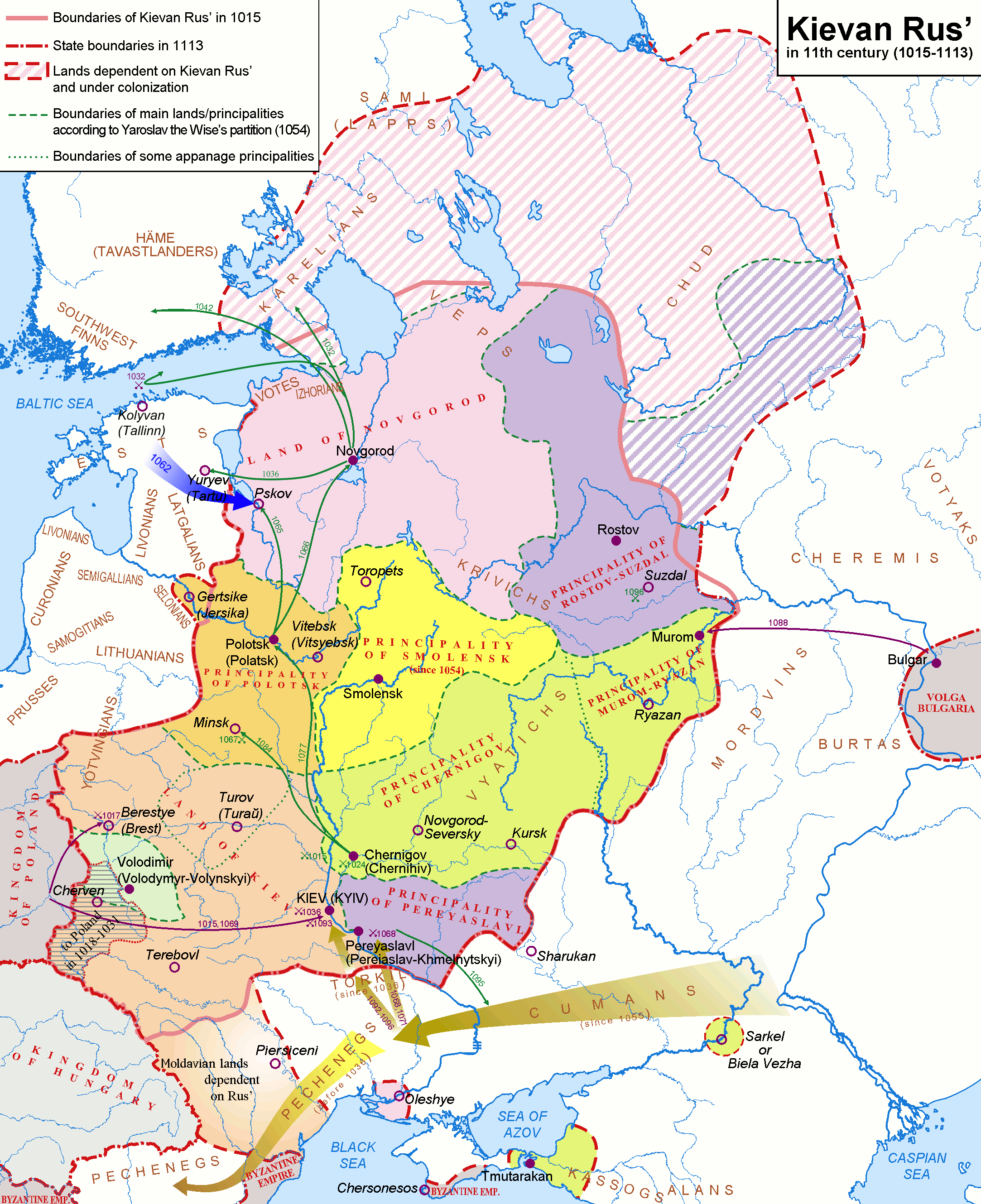
Așezarea este indicată pe harta respectivă sub numele „Piersecina”, poziționată în zona de influență a Rusiei Kievene, în regiunea actualei localități Peresecina, din estul Basarabiei.

Peresecen (în rusă Пересечен) a fost un vechi oraș slavic, centrul tribului Ulicilor. În jurul anului 940 a fost cucerit de către comandantul vareg Sveneld⁠(ru)[traduceți], și atașat Rusiei Kievene. A fost (probabil) amplasat în zona actualului sat Peresecina, din raionul Orhei al Republicii Moldova. Numele orașului este de origine slavonă și desemnează un termen geografic, o „traversare, încrucișare”.

## Menționări
Numele orașului este menționat în anul 922 în Letopisețul Novgorodului și Cronicile Ipatiev⁠(ru)[traduceți] în 1154, menționând că „Rostislav, deci cu Stoslav au pornit de la Kiev la Peresîcen”.

## Peresicen
Ivan Kripeakevici⁠(ru)[traduceți] considera că orașul se afla în Basarabia după trecerea Nistrului, fiind numit în memoria orașului vechi omonim amplasat lângă Nipru.
Academicianul Boris Rîbakov⁠(ru)[traduceți] considera că Peresecinul, care este menționat în cronici, a fost localizat pe râul Nipru, la sud de Kiev, pe insula Ihren.
Profesorul Universității din Moscova, Nikolai Nadejdin⁠(ru)[traduceți] considera că istoria așezării este legată localitatea similar-omonimă din Basarabia. (s. Peresecina, raionul Orhei).

## Vezi și
- Berladnici
- Bolohoveni
- Brodnici
- Ulici